# Grobowiec Seutesa III
Grobowiec Seutesa III (bułg. гробницата на Севт III) znajduje się w pobliżu Kazanłyka w Bułgarii. Seutes III był królem trackich Odrysów od ok. 330 do ok. 300 r. p.n.e. i założycielem pobliskiego trackiego miasta Seuthopolis. 
Zgodnie ze stanem na 2025, jest to jedyny zidentyfikowany tracki grobowiec króla znanego z imienia. 
Jest to jeden z najbardziej okazałych grobowców w Dolinie Trackich Królów. Został odkryty w 2004 roku, zaś badania prowadził Georgi Kitow.

## Budowla
Grobowiec posiada reprezentacyjną fasadę, nietypowy, 13-metrowy korytarz wejściowy oraz trzy kolejne przestronne pomieszczenia. Pierwsze pomieszczenie ma kształt prostokąta i sklepienie kolebkowe o łukowatym profilu. W tym pomieszczeniu dokonano rytualnego poświęcenia konia. Kolejne pomieszczenie jest okrągłe i sklepione kopułą (tolos). Trzecie pomieszczenie natomiast jest wykute w ogromnym bloku kamiennym i posiada dwuspadowe sklepienie przypominające sarkofag. W środku znajduje się modelowane łoże pogrzebowe.
Sam kopiec ma 20 m wysokości i 90 m średnicy. Łączna długość pomieszczeń grobowca to 25 m. Grobowiec został zbudowany w uprzednio usypanym nasypie kopca. Do fasady i wejścia prowadzi szeroka aleja.

## Historia i użytkowanie
Zanim stał się grobowcem, obiekt był świątynią wewnątrz kopca Goliama Kosmatka (bułg. Голяма Косматка), zbudowaną w drugiej połowie V wieku p.n.e. Po dłuższym użytkowaniu jako świątynia, w okresie 310 - 275 r. p.n.e., pochowano w nim Seutesa III. Komora sarkofagu zawierała przedmioty osobiste niezbędne do życia pośmiertnego króla. Wśród nich były nagolenniki, pozłacany hełm z wizerunkami, skórzana zbroja z kołnierzem (pancerz wykonany ze złotych nici), duży miecz i oszczepy. Znaleziono również złote elementy uprzęży końskiej, naczynia z brązu oraz trzy duże ceramiczne amfory wypełnione gęstym winem trackim. Podłoga i rytualne łoże były pokryte dywanem tkanym złotymi nićmi. Całkowita waga złota we wszystkich przedmiotach przekracza kilogram. 
Znaleziono tu także wspaniale wyrzeźbioną głowę naturalniej wielkości, która uważana jest za przedstawienie Seutesa III. Oczy wykonane są z alabastru i pasty szklanej, a rzęsy i brwi z miedzianych pasków. Wedle hipotezy, głowa stanowiła część naturalnej wielkości posągu - reszta posągu nie została do tej pory (2025) odnaleziona. 
Głowa jest obecnie przechowywana w Narodowym Muzeum Archeologicznym w Sofii, zaś pozostałe przedmioty znajdują się w Muzeum Historycznym "Iskra" w Kazanłyku. 
Na brązowym hełmie, srebrnym dzbanku i srebrnym kielichu można znaleźć inskrypcję ΣΕΥΘΟΥ ("[należące do] Seutesa"). W połączeniu z podobieństwem znalezionej głowy do znanych przedstawień numizmatycznych wizerunku Seutesa III, pozwoliło to potwierdzić hipotezę mówiącą, że grobowiec należał właśnie do niego. 
Po pogrzebie wejścia do pierwszych dwóch pomieszczeń zostały zamurowane, a korytarz spalony i wypełniony kamieniami oraz ziemią. Fasada została zasypana i ukryta.

## Kontekst: Trakowie w IV w. p.n.e.
Na ziemiach trackich od V w. p.n.e. istniało królestwo założone przez plemię Odrysów. W IV wieku p.n.e. Tracja była areną złożonych przemian politycznych, na które wpływ miały zarówno wewnętrzne ambicje lokalnych władców, jak i zewnętrzne naciski ze strony sąsiednich potęg. Król Kotys I, władający od 384 lub 383 p.n.e., siłą umocnił władzę centralną. Jednakże, po jego śmierci w 359 roku p.n.e., królestwo zostało podzielone między trzech synów, co osłabiło jedność regionu. Wykorzystując tę sytuację, Filip II Macedoński do 340 roku p.n.e. podbił znaczną część Tracji, rozszerzając swoje wpływy na wschód.

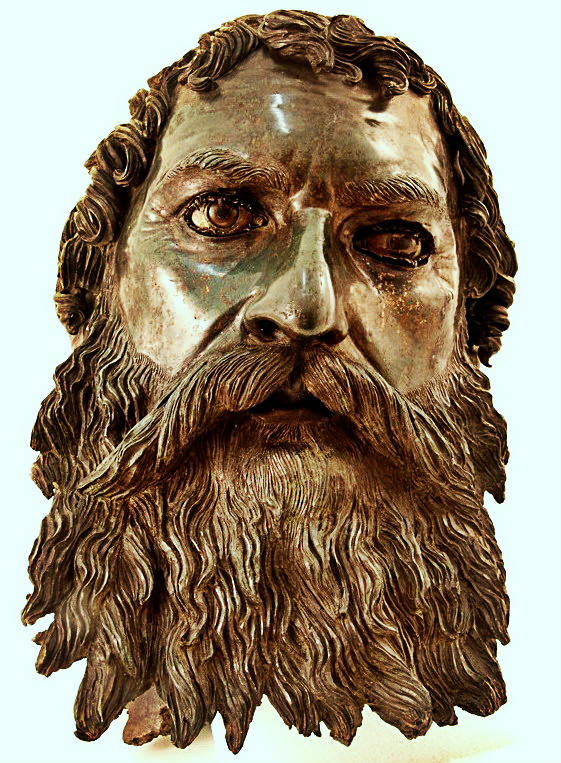
Seutes III (głowa z brązu znaleziona w grobowcu)

W obliczu macedońskiej dominacji, lokalni władcy podejmowali próby odzyskania niezależności. Seutes III, jeden z najważniejszych trackich królów, starał się odbudować siłę królestwa Odrysów i około 320 roku p.n.e. założył miasto Seuthopolis, które stało się centrum politycznym i kulturalnym jego królestwa. Mimo starań lokalnych władców, Tracja pozostawała pod silnym wpływem Macedonii, zwłaszcza po śmierci Aleksandra Wielkiego w 323 roku p.n.e., kiedy to jego generałowie, znani jako diadochowie, rywalizowali o kontrolę nad regionem. Seutes III, choć początkowo sprzeciwiał się siłą macedońskiej dominacji (323 p.n.e., 314 p.n.e.), ostatecznie w 306 p.n.e. uznał zwierzchnictwo Lizymacha, jednego z diadochów, co pozwoliło mu zachować pewną autonomię w ramach szerszego kontekstu politycznego. 
Nie jest znana ani dokładna data śmierci Seutesa III, ani dokładna data rozpadu jego wątłego królestwa.
Herodot następująco opisuje tracki obrządek pogrzebowy arystokracji: "Pogrzeby bogaczów tak się odbywają: przez trzy dni wystawia się zwłoki, zarzyna wszelakie bydlęta ofiarne i ucztuje, opłakawszy wprzód zmarłego; potem zwłoki pali się lub grzebie. Po usypaniu mogiły urządzają wszelkiego rodzaju igrzyska, w których największe nagrody wyznacza się za pojedynek, stosownie do jego znaczenia". Trakowie rytualnie niszczyli dary składane do grobu, jak i rozczłonkowywali ciało zmarłego, co miało być odzwierciedleniem mitu o rozszarpaniu Orfeusza.

## Galeria

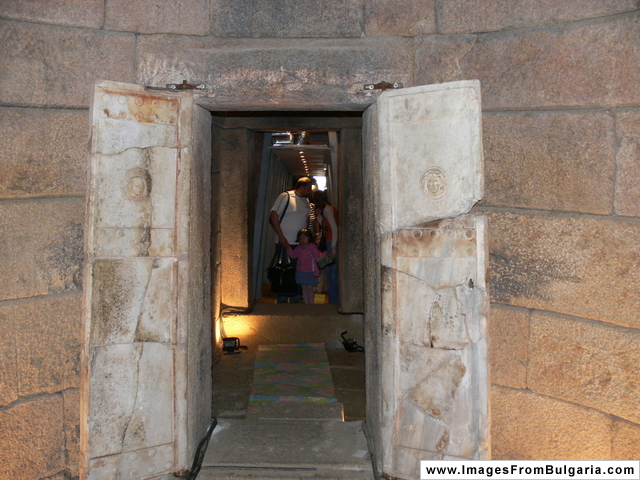
Kamienne drzwi oddzielające przedsionek od tolosu
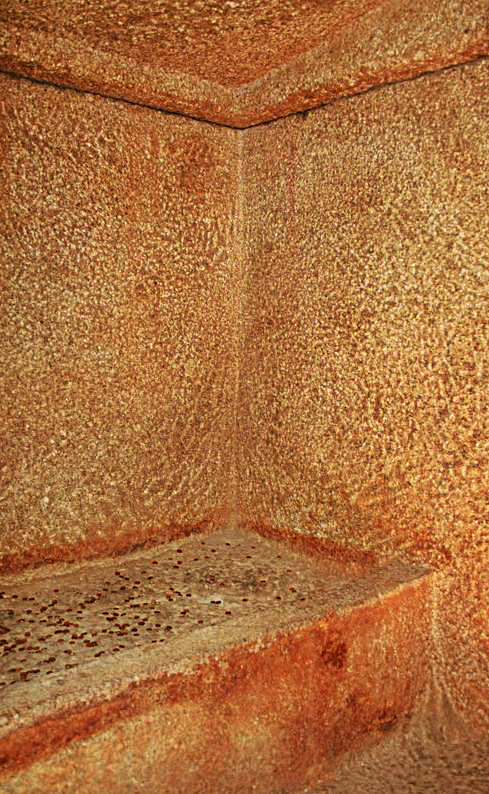
Kamienne łoże
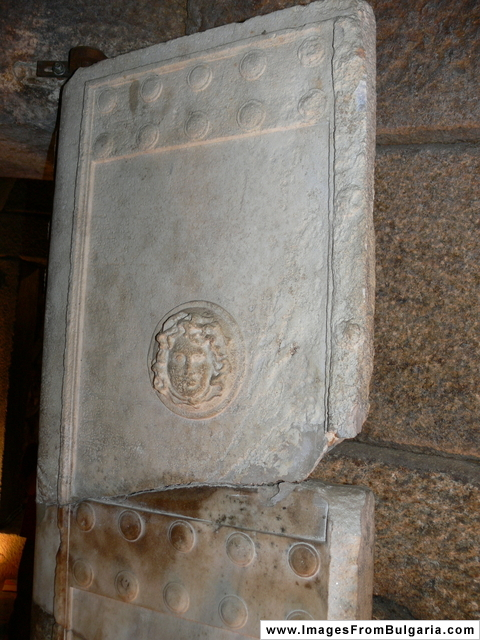
Płaskorzeźba Meduzy na skrzydle drzwi
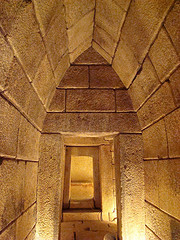
Dromos
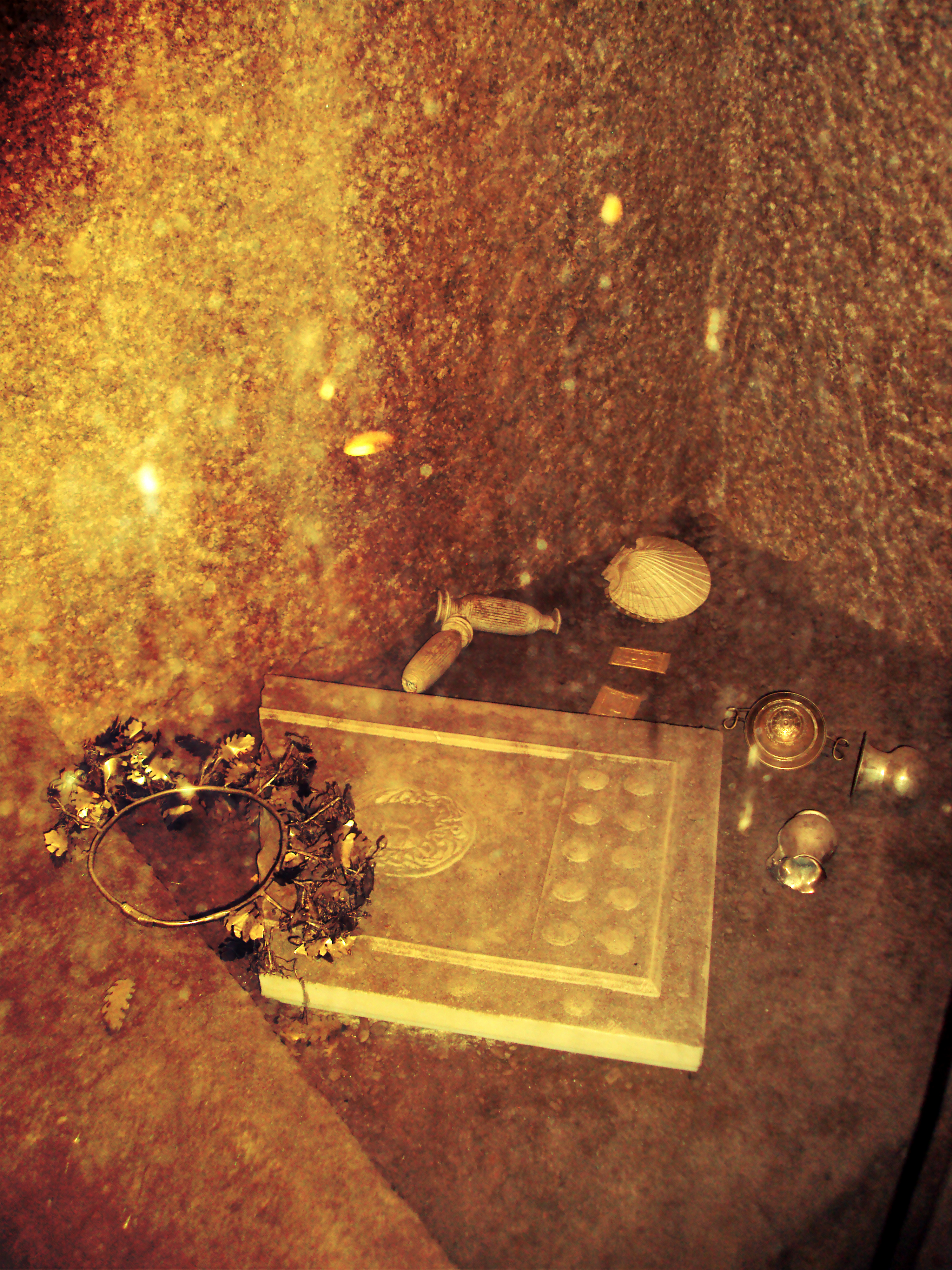
Ułożenie wyposażenia w komorze grobowej